# السيد ضياء الموسوي
السيد ضياء يحيى علي مكي الموسوي رجل دين وسياسي بحريني. يشغل حاليا عضوية مجلس الشورى منذ 2006.

## السيرة
ولد الموسوي في العاصمة المنامة. حصل على بكالوريوس لغة عربية ودراسات عليا في الفقة الإسلامي.
رئيس حزب الإنسان وتم تعيينه عضو مجلس الأعلى للشؤون الإسلامية. تم تعيينه عضو في مجلس الشورى في عام 2006 وحتى الآن.